# Knooppunt Charleroi-Sud
Het Knooppunt Charleroi-Sud is een knooppunt waar de A503 eindigt op de R9 ten zuiden van de Belgische plaats Charleroi. Het knooppunt is een volledige splitsing.
| Aansluitende wegen | Aansluitende wegen | Aansluitende wegen                             | Aansluitende wegen | Aansluitende wegen |
| ------------------ | ------------------ | ---------------------------------------------- | ------------------ | ------------------ |
|                    |                    |                                                |                    |                    |
|                    |                    |                                                |                    |                    |
| richting Charleroi | richting Charleroi |                                                |                    |                    |
|                    |                    |                                                |                    |                    |
|                    |                    | richting Marcinelle / Beaumont / Philippeville |                    |                    |

Aalbeke · Antwerpen-Centrum · Antwerpen-Haven · Antwerpen-Noord · Antwerpen-Oost · Antwerpen-West · Antwerpen-Zuid · Arquennes · Battice · Beaufays · Beveren · Bois-d'Haine · Brugge · Cerexhe · Charleroi-Nord · Charleroi-Sud · Cheratte · Daussoulx · Destelbergen · Doornik · Familleureux · Fexhe-Slins · Gent-Centrum · Gouy · Grâce-Hollogne · Groot-Bijgaarden · Hautrage · Hauts-Sarts · Heppignies · Heverlee · Hoog-Itter · Houdeng-Goegnies · Jabbeke · Jemappes · Kortrijk-West · Kortrijk-Zuid · Leonardkruispunt · Loncin · Lummen · Machelen · Marcinelle · Marquain · Merelbeke · Moorsele · Neufchâteau · Ranst · Sint-Stevens-Woluwe · Strombeek-Bever · Thiméon · Ville-sur-Haine · Vottem · Wilrijk-Valaar · Zaventem · Zwijnaarde